# Michael Naumann

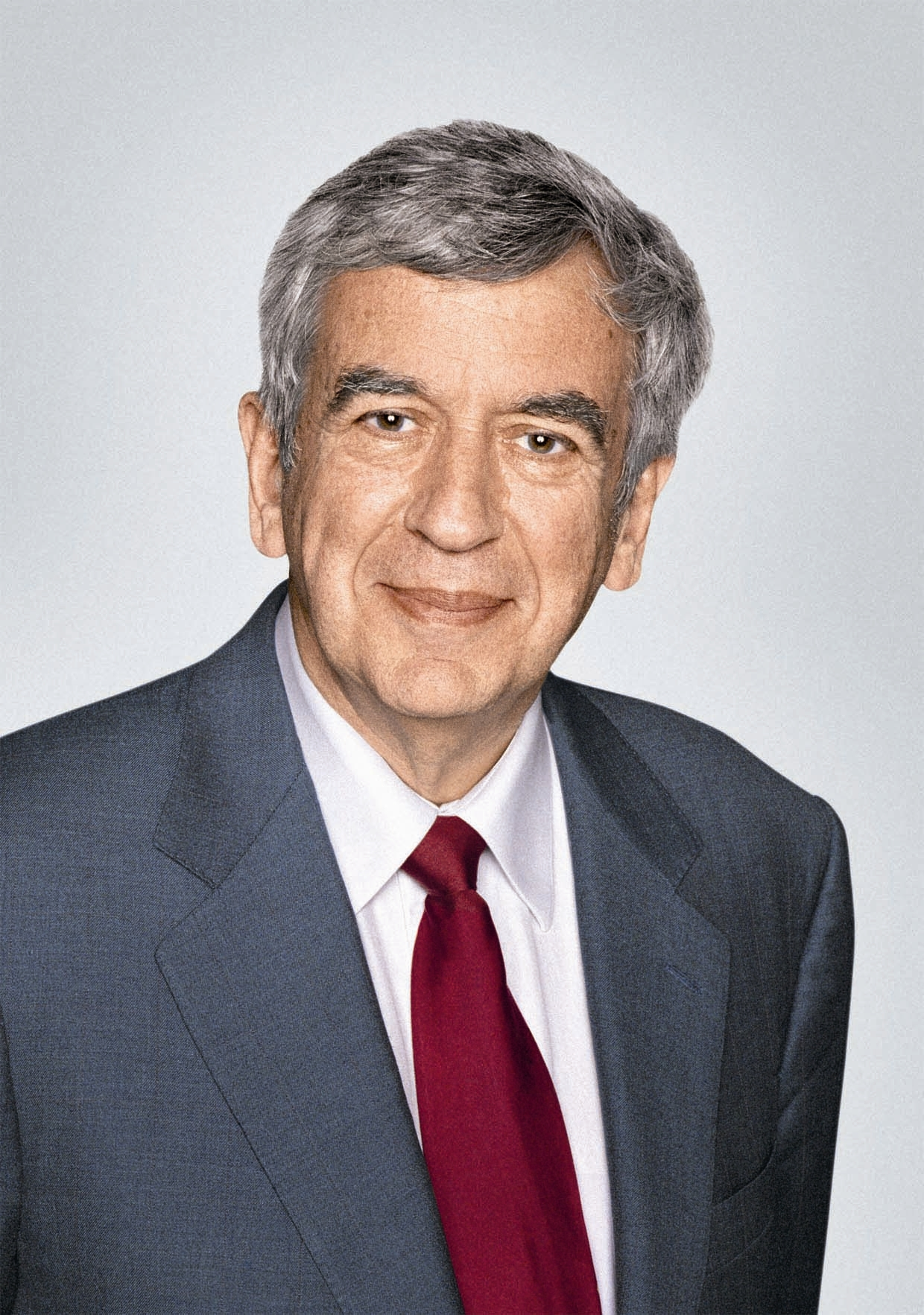
Michael Naumann (2007)

Michael Naumann (* 8. Dezember 1941 in Köthen) ist ein deutscher Journalist, Publizist, Verleger und Politiker (SPD). Er war von 1985 bis 1995 Geschäftsführer des Rowohlt Verlags. Von 1999 bis 2000 war Naumann erster Kulturstaatsminister der Bundesrepublik Deutschland. Anschließend war er bis 2010 einer der Herausgeber der Wochenzeitung Die Zeit, bis 2004 auch deren Chefredakteur. Er war Spitzenkandidat der Hamburger SPD zur Bürgerschaftswahl 2008. Von Anfang 2010 bis Mitte 2012 war Naumann Chefredakteur des Monatsmagazins Cicero und geschäftsführender Gründungsdirektor der Barenboim-Said-Akademie in Berlin.

## Leben
Michael Naumann wurde als Sohn des Rechtsanwalts Eduard Naumann und dessen Ehefrau Ursula Naumann, geborene Schönfeld, im Dezember 1941 in Köthen geboren. Sein Vater fiel im Jahr 1942 in der Schlacht von Stalingrad. Mit elf Jahren musste der evangelische Naumann 1953 mit den drei Geschwistern und seiner Mutter nach Hamburg fliehen. Sie war wegen Kontakten zu ihrer in die USA emigrierten jüdischen Verwandtschaft ins Visier des Ministeriums für Staatssicherheit der DDR geraten.

### Ausbildung
Nach dem High-School-Besuch in Missouri und dem Abitur studierte er Politikwissenschaft, Geschichte und Philosophie in Marburg, an der Ludwig-Maximilians-Universität München (LMU) und am Queen’s College der Universität Oxford. 1969 wurde er an der LMU mit seiner Dissertation Der Abbau der verkehrten Welt. Satire und politische Wirklichkeit im Werk von Karl Kraus promoviert. Er wurde Assistent an der Ruhr-Universität Bochum und habilitierte sich dort 1984 mit der sozialpsychologischen Studie Strukturwandel des Heroismus. Vom sakralen zum revolutionären Heldentum, worin er sich unter anderem mit der Figur des irischen Freiheitskämpfers James Connolly auseinandersetzt.

### Berufliche und publizistische Tätigkeit
Im Jahr 1969 ging er als außenpolitischer Redakteur zunächst zum Münchner Merkur, ein Jahr später wechselte er zur Wochenzeitung Die Zeit. Er wurde einer der Gründungsredakteure des Zeit-Magazins. Nach 1972 arbeitete er als Wissenschaftlicher Assistent an der Ruhr-Universität Bochum, ging dann 1976 für zwei Jahre als Florey Stipendiat ans Queen’s College in Oxford, ehe er 1978 zur Wochenzeitung Die Zeit zurückkehrte, um ihre neu gegründete Dossier-Redaktion zu leiten. Im Jahr 1980 war er Herausgeber der Zeitschrift Der Monat. Von 1981 bis 1983 arbeitete er in Washington als Auslandskorrespondent für Die Zeit und übernahm bald darauf die Leitung des Auslandsressorts beim Spiegel bis zum Sommer 1985.
Am 22. Dezember 1984 protestierte das Lektorat des Rowohlt Verlags in einem offenen Brief gegen den von der Holtzbrinck-Gruppe berufenen Naumann als neuen Geschäftsführer der Verlagsleitung, da es davon ausgegangen war, die Verlagsleitung der Hamburger Rowohlt-Verlage aus den eigenen Reihen besetzen zu dürfen; Naumann blieb jedoch von 1985 an in dieser Position. Nach zehnjähriger erfolgreicher Tätigkeit beim Rowohlt Verlag – der Umsatz verdoppelte sich und mehrere Nobelpreise gingen an die Autoren des Verlags (Toni Morrison, Claude Simon, José Saramago, Imre Kertész und Elfriede Jelinek) – ging er im Auftrag der Holtzbrinck-Gruppe im Jahr 1995 nach New York, um dort zunächst den Verlag Metropolitan Books zu gründen und dann den Verlag Henry Holt zu leiten. Zu seinen amerikanischen Autoren zählten Salman Rushdie, Paul Auster, Siri Hustvedt, Thomas Pynchon und viele andere.
Ende Juli 1998 löste Naumann eine deutschlandweite und parteiübergreifende Kritikwelle aus, nachdem er sich gegen den Bau des Denkmals für die ermordeten Juden Europas in Berlin ausgesprochen und dem Entwurf des Architekten Peter Eisenman „Albert-Speer-hafte Monumentalität“ attestiert hatte. Der Unions-Fraktionsvorsitzende Wolfgang Schäuble warf ihm ein „zutiefst unfreiheitliches Kulturverständnis“ vor. Der Staatsminister im Kanzleramt Anton Pfeifer (CDU) bezeichnete Naumanns Äußerung als „absurd“ und sah seine Haltung im totalen Gegensatz zu der bisherigen, „gerade in dieser Frage von großer Sensibilität getragenen Haltung der SPD-Fraktion im Bundestag“. Die Bundestagspräsidentin Rita Süssmuth kritisierte Naumann ebenfalls deutlich. Auch der Berliner SPD-Landesverband ging auf Distanz zu ihm. Naumann nahm seinen Vergleich kurz darauf zurück und setzte sich für die Erweiterung des bis dahin nur als Monument geplanten Denkmals durch ein Museum ein. Der daraufhin überarbeitete Entwurf des Architekten Peter Eisenman mit einer unterirdischen Gedenkstätte fand bei der Schlussabstimmung über das Denkmal eine große Mehrheit im Deutschen Bundestag.
Im Jahr 2001 hat er die Essaysammlung Die schönste Form der Freiheit veröffentlicht.
Nach seiner Zeit als Staatsminister (siehe unten) wechselte Naumann im Januar 2001 als Herausgeber zur Wochenzeitung Die Zeit nach Hamburg. Bis August 2004 war er gemeinsam mit Josef Joffe zugleich deren Chefredakteur. Sein Nachfolger in dieser Position ist Giovanni di Lorenzo.
2004 wurde Naumann wegen Beleidigung des Berliner Generalstaatsanwaltes Hansjürgen Karge (SPD) zu einer Geldstrafe von 9000 Euro verurteilt. Zuvor hatte Naumann in einer Sendung des Senders n-tv zum Skandal um Michel Friedman (CDU) den ermittelnden Staatsanwalt als „durchgeknallt“ bezeichnet. Gegen das Urteil erhob Naumann eine Verfassungsbeschwerde wegen Verletzung seines Grundrechts auf Meinungsfreiheit, der das Bundesverfassungsgericht am 12. Mai 2009 mit der Begründung stattgab, die Bezeichnung „durchgeknallter Staatsanwalt“ stelle nicht zwingend eine Beleidigung dar.
In den Jahren 2004 bis 2007 moderierte Naumann die Diskussionssendung Im Palais im Rundfunk Berlin-Brandenburg.
Gemeinsam mit Tilman Spengler gab er von 2005 bis 2008 die vom Zeitverlag verlegte Zeitschrift Kursbuch heraus. Ab Oktober 2007 war er zusammen mit dem „Zeit“-Autor Klaus Harpprecht Herausgeber der von Hans Magnus Enzensberger gegründeten Reihe Die andere Bibliothek.
Im Jahr 2006 erhielt Naumann den Julius-Campe-Preis der Kritik, den der Verlag Hoffmann und Campe alljährlich vergibt.
Zum 1. Februar 2010 wurde Michael Naumann Nachfolger von Wolfram Weimer als Chefredakteur des Monatsmagazins Cicero. Seinen Posten als "Zeit"-Herausgeber gab Naumann auf. Im Mai 2012 wurde er durch Christoph Schwennicke abgelöst.
Michael Naumann ist seit 2010 Mitglied im Board of Trustees des Medienkonzerns Thomson Reuters Corporation.

### Staatsminister im Kanzleramt
Am 2. Februar 1999 wurde Naumann von Bundeskanzler Gerhard Schröder zum Beauftragten der Bundesregierung für Angelegenheiten der Kultur und der Medien berufen und bald darauf zum Staatsminister für Kultur und Medien beim Bundeskanzler, nach einer Änderung des Gesetzes über die Rechtsstellung der Parlamentarischen Staatssekretäre („Lex Naumann“), die notwendig wurde, da Michael Naumann nicht Mitglied des Deutschen Bundestages war. In seine Amtszeit fielen die abschließende Diskussion und Bundestagsentscheidung zur Errichtung des Denkmals für die ermordeten Juden Europas („Holocaust-Mahnmal“) in Berlin. Zum 31. Dezember 2000 trat er zurück.

### Spitzenkandidatur in Hamburg 2008
Nachdem der ehemalige Hamburger Bürgermeister Henning Voscherau eine erneute Kandidatur bei der Bürgerschaftswahl 2008 ausgeschlossen hatte, wählte ein außerordentlicher Landesparteitag am 24. März 2007 Naumann mit 339 von 343 möglichen Stimmen (drei Gegenstimmen, eine Enthaltung) zum Spitzenkandidaten und Herausforderer des Ersten Bürgermeisters Ole von Beust. Naumann wurde außerdem am 22. Juni desselben Jahres mit 303 von 306 Stimmen (zwei Gegenstimmen, eine Enthaltung) auf Platz eins der Liste für die Bürgerschaftswahl gewählt. Seine Mitherausgeberschaft der Wochenzeitung Die Zeit ruhte seit dem 8. März 2007. Beurlaubt wurde er außerdem als Moderator der rbb-Sendung „Im Palais“.
Die SPD unter Naumann verlor die Bürgerschaftswahl am 24. Februar 2008 mit 34,1 Prozent gegenüber der CDU mit 42,6 Prozent, konnte jedoch gegenüber dem  Wahlergebnis von 2004 rund 3,1 Prozentpunkte hinzugewinnen. Spitzenkandidat Naumann sah die Schuld für das Nichtzustandekommen einer rot-grünen Koalition unter anderem beim SPD-Bundesvorsitzenden Kurt Beck, der nur wenige Tage vor der Wahl die umstrittene Öffnung der SPD gegenüber einer Tolerierung durch die Linken verkündet hatte. Naumann schrieb nur wenige Tage nach der verlorenen Wahl enttäuscht und wütend einen Brief an Beck, in dem er diesen persönlich für einen Stimmenverlust von „zwei bis drei Prozent“ verantwortlich machte und die Führungsfrage stellte. Seine Bemerkungen haben „uns womöglich auch den Wahlsieg gekostet“. Naumanns Brief löste in den darauffolgenden Tagen eine heftige Debatte in der SPD über die Frage des Linkskurses aus, in deren Verlauf unter anderem die hessische Landtagsabgeordnete Dagmar Metzger die Wahl von Andrea Ypsilanti zur hessischen Ministerpräsidentin unter Tolerierung der Linkspartei verhinderte.
Am 22. Mai 2008 informierte Naumann die Hamburger SPD-Mitglieder in einem Brief darüber, dass er sein Bürgerschaftsmandat zum 15. Juni 2008 aufgeben werde. Der zeitliche Aufwand für seine Herausgebertätigkeit in dem Hamburger „Zeit“-Verlag sei so groß, dass sich dieser nur schwer mit dem Aufwand vereinbaren lasse, den ein Bürgerschaftsmandat mit sich bringe.

### Familie
Michael Naumann ist seit 2005 in zweiter Ehe mit der Ärztin Marie Warburg, der Tochter Eric M. Warburgs, verheiratet, mit der er schon zu seiner Studentenzeit befreundet war. Aus seiner ersten, im Jahr 1969 geschlossenen Ehe mit Christa Naumann, geborene Wessel, Tochter des früheren BND-Präsidenten Gerhard Wessel, hat er zwei Kinder.

## Veröffentlichungen (Auswahl)
- Der Abbau einer verkehrten Welt. Satire und politische Wirklichkeit im Werk von Karl Kraus. Dissertation Universität München 1969.
- Ein Konzern hält die Luft an. Ein politisches Sachbuch. Rogner und Bernhard, München 1976.
- Gold: Mythos und Realität eines Edelmetalls. In: Geo-Magazin. 4/1980, S. 8–32.  Informativer Erlebnisbericht.
- Teheran. Eine Revolution wird hingerichtet. Dokumente und Reportagen aus „Die Zeit“. München 1982.
- Amerika liegt in Kalifornien. Wo Reagans Macht herkommt. Reinbek 1983.
- Der Strukturwandel des Heroismus. Vom sakralen zum revolutionären Heldentum. Athenäum, Königstein 1984 (Zugleich Habilitationsschrift).
- Made in the USA (U.S.A.). Neue Stories aus Amerika. Reinbek 1994.
- Die Geschichte ist offen. DDR 1990: Hoffnung auf eine neue Republik. Reinbek 1996.
- Große Erzähler des 20. Jahrhunderts. Reinbek 1998.
- Friedrich Hölderlin-Preis. Reden zur Preisverleihung. Bad Homburg 2000.
- Die schönste Form der Freiheit. Reden und Essays zur Kultur der Nation. Siedler Verlag, Berlin 2001, ISBN 978-3-8868-0728-4.
- Es muß doch in diesem Lande wieder möglich sein. Der neue Antisemitismus-Streit. Ullstein, München 2002, ISBN 3-548-36425-X.
- Die Kriegsmaschine. Rüstung und Politik in den USA. Rowohlt, Reinbek 2005, ISBN 978-3-498-04686-6.
- Glück gehabt. Ein Leben. Autobiografie. Hoffmann und Campe, Hamburg 2017, ISBN 978-3-455-00026-9.

## Auszeichnungen
- 2018: Verdienstorden der Bundesrepublik Deutschland (Verdienstkreuz 1. Klasse)[19]